# Nepharis serraticollis
Nepharis serraticollis es una especie de coleóptero de la familia Silvanidae.

## Distribución geográfica
Habita en  Victoria (Australia).